# Успенський Микола Митрофанович
Микола Митрофанович Успенський (9 лютого 1875  — 17 лютого 1919, Катеринодар) — генерал-майор Генштабу. Член Кубанського Військового уряду з військово-морських справ.

## Життєпис
Микола Митрофанович Успенський народився 9 лютого 1875 року у станиці Каладжинський.
Закінчив Ставропольську класичну гімназію, Михайлівське артилерійське училище та Миколаївську академію Генерального штабу — в 1905 році.
Брав участь в російсько-японській та Першій світовій війнах: з 1915 року керував 1-м Хоперский полком Кубанського козачого війська. У 1917 році був переведений в генерал-майори. У тому ж році був призначений на посаду начальника штабу 4-ї Кубанської козачої дивізії.
З 1 листопада 1917 року до січня 1918 року служив завідувачем військових справ в Кубанському Військовому уряді. Брав участь в 1-м Кубанському поході.
З січня до травня 1918 року служив офіцером в Кубанській армії під командуванням генерала Покровського, а з листопада 1918 по травень 1919 командував Зведеною козачою дивізією. З червня 1919 року тимчасово командував Зведеним 4-м кінним корпусом Кавказької армії. 11 листопада того ж року був обраний отаманом Кубанського козачого війська.
Микола Митрофанович Успенський помер 17 грудня 1919 роки від висипного тифу в Катеринодарі.